# Activação neutrónica
A activação neutrónica é o processo pelo qual radiação de neutrões induz radioatividade em materiais, e ocorre quando núcleos atómicos capturam neutrões livres, tornando-se mais pesados e entrando em estados excitados. Os núcleos excitados decaem, frequentemente, de imediato, emitindo partículas como neutrões, protões, ou partículas alfa. A captura de neutrões, mesmo após um decaimento imediato, resulta frequentemente na formação de produtos de activação instáveis. Tais núcleos radiactivos podem exibir meias-vidas que variam entre fracções de segundo e vários anos.